# Валя-Унгурулуй
Валя-Унгурулуй (рум. Valea Ungurului) — село у повіті Муреш в Румунії. Входить до складу комуни Козма.
Село розташоване на відстані 291 км на північний захід від Бухареста, 29 км на північ від Тиргу-Муреша, 67 км на схід від Клуж-Напоки.

## Населення
За даними перепису населення 2002 року у селі проживали 9 осіб, усі — румуни. Усі жителі села рідною мовою назвали румунську.